# Aleuropteridis jamesi
Aleuropteridis jamesi là một loài côn trùng cánh nửa trong họ Aleyrodidae, phân họ Aleyrodinae.
Aleuropteridis jamesi được Mound miêu tả khoa học đầu tiên năm 1961.